# Vingängen
Vingängen är ett naturreservat i Skara kommun i Västra Götalands län.
Området är naturskyddat sedan 2010 och är 41 hektar stort. Reservatet består av beteshagar med ek och andra lövträd, naturskogsliknande lövskog med sumpskog och partier med barrskog.
.
Forntidsbyn Norra Ving låg där Vingängen idag ligger och det finns många lämningar kvar sedan forntiden – fornåkrar, förhistoriska gravar, husgrunder och odlingsrösen. delar av området används som motionsspår, men i de södra och östra delarna finns det många gamla hagmarker. Exakt hur länge de har hållits öppna vet man inte, men åtminstone sedan slutet av 1800-talet. 
I området finns många gamla och stora ekar, och åtta stycken klassas som jätteekar då de har en omkrets på över 6 meter. Genom att nötskrikorna som finns i området planteras konstant nya ekar, eftersom de gömmer ekollon i jorden som de sedan glömmer bort och som då kan börja gro. De fallna ekarna blir hem åt många kryp och svampar. Även gröngölingen kan ses i området, och på natten finns nattfjärilar, fladdermöss och kattugglor.
Landskapet består av flera stenrösen och några av växterna som finns är nyponbuskar, smultron, nattvioler, slåttergubbar, backtimjan och blåklocka. Mandelblom finns också i området. 